# Коџи Кондо
Коџи Кондо (јап. 今藤 幸治; 28. април 1972 — 17. април 2003) био је јапански фудбалер.

## Каријера
Током каријере је играо за Гамба Осака.

## Репрезентација
За репрезентацију Јапана дебитовао је 1994. године. За тај тим је одиграо 2 утакмице.

## Статистика
| Јапан  | Јапан   | Јапан  |
| Година | Наступи | Голови |
| ------ | ------- | ------ |
| 1994.  | 2       | 0      |
| Укупно | 2       | 0      |